# Groß-Enzersdorf
Groß-Enzersdorf is een gemeente in de Oostenrijkse deelstaat Neder-Oostenrijk, gelegen in het district Gänserndorf. De gemeente heeft ongeveer 8100 inwoners.
Groß-Enzersdorf was vroeger een ommuurde stad.

## Geografie
Groß-Enzersdorf heeft een oppervlakte van 83,91 km². Het ligt in het noordoosten van het land, ten westen van de grens met Slowakije en ten oosten van de hoofdstad Wenen.

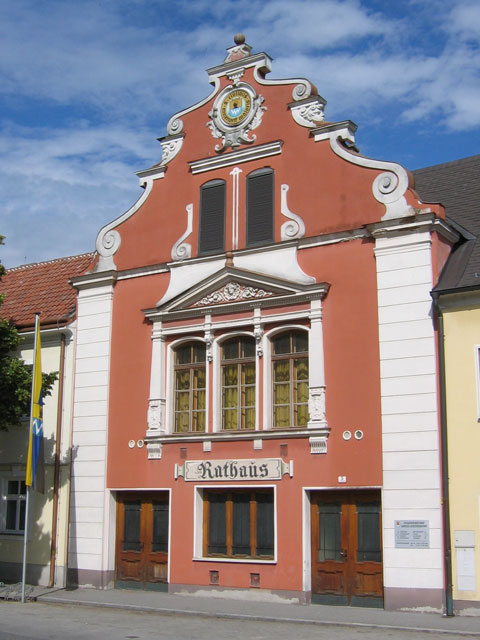
Oud gemeentehuis

## Geboren
- Fritz Muliar, acteur, cabaretier, regisseur

Aderklaa · Andlersdorf · Angern an der March · Auersthal · Bad Pirawarth · Deutsch-Wagram · Drösing · Dürnkrut · Ebenthal · Eckartsau · Engelhartstetten · Gänserndorf · Glinzendorf · Groß-Enzersdorf · Groß-Schweinbarth · Großhofen · Haringsee · Hauskirchen · Hohenau an der March · Hohenruppersdorf · Jedenspeigen · Lassee · Leopoldsdorf im Marchfeld · Mannsdorf an der Donau · Marchegg · Markgrafneusiedl · Matzen-Raggendorf · Neusiedl an der Zaya · Obersiebenbrunn · Orth an der Donau · Palterndorf-Dobermannsdorf · Parbasdorf · Prottes · Raasdorf · Ringelsdorf-Niederabsdorf · Schönkirchen-Reyersdorf · Spannberg · Strasshof an der Nordbahn · Sulz im Weinviertel · Untersiebenbrunn · Velm-Götzendorf · Weiden an der March · Weikendorf · Zistersdorf
- Gemeinsame Normdatei: 4314299-0
- Library of Congress Control Number: n90630058
- MusicBrainz: c90fdf98-7a4c-4147-9e60-de036beecdeb
- Nationale Bibliotheek van Israël: 987007567523505171
- Virtual International Authority File: 134998756
- WorldCat: E39PBJymrd8rpK8QMMq8GcKw4q